# Frankie Edgar
Frank James Edgar (Toms River, Nueva Jersey; 16 de octubre de 1981) es un artista marcial mixto estadounidense retirado que compitió en la categoría de peso ligero, peso pluma, y peso gallo en Ultimate Fighting Championship. Edgar fue Campeón de Peso Ligero de UFC en una ocasión.

## Primeros años
Nacido y criado en Toms River, Nueva Jersey por Frank y Maria Annese (es el mayor de tres hijos), Frankie Edgar luchó en la escuela de secundaria del este Toms River High, lo que le hizo ir al campeonato del torneo de Nueva Jersey del estado en tres ocasiones, colocándose en segundo lugar como un joven y quinto como un senior. 
Edgar pasó a competir en los nacionales NHSCA mayores y se colocó segundo antes de terminar la escuela de secundaria. Él continuó luchando en Clarion University of Pennsylvania, donde se clasificó para los nacionales de los cuatro años allí. Edgar es también entrenador asistente para el equipo de la Universidad de Rutgers de lucha libre. Frankie es en su mayoría de ascendencia italiana, siendo su madre 100% italiana, así como su padrastro que lo crio. También tiene cierta ascendencia alemana por parte de su padre biológico, que se refleja en su apellido no italiano.

## Carrera en artes marciales mixtas

### Ultimate Fighting Championship
Edgar debutó en UFC el 3 de febrero de 2007 contra el invicto Tyson Griffin en UFC 67. Edgar derrotó a Griffin por decisión unánime. Tras el evento, ambos peleadores ganaron el premio a la Pelea de la Noche.
En julio de 2007, Edgar se enfrentó a Mark Bocek en UFC 73. Edgar derrotó a Bocek por nocaut técnico en la primera ronda.
Edgar se enfrentó a Spencer Fisher el 17 de noviembre de 2007 en UFC 78. Edgar ganó la pelea por decisión unánime.
El 2 de abril de 2008, Edgar se enfrentó a Gray Maynard en UFC Fight Night 13. Edgar perdió la pelea por decisión unánime, siendo esta la primera derrota de su carrera profesional.
Edgar se enfrentó a Hermes França el 19 de julio de 2008 en UFC Fight Night 14. Edgar ganó la pelea por decisión unánime. Tras el evento, ambos peleadores ganaron el premio a la Pelea de la Noche.
Edgar se enfrentó a Sean Sherk el 23 de mayo de 2009 en UFC 98. Edgar derrotó a Sherk por decisión unánime.
El 5 de diciembre de 2009, Edgar se enfrentó a Matt Veach en The Ultimate Fighter 10 Finale. Edgar ganó la pelea por sumisión en la segunda ronda. Tras el evento, ambos peleadores ganaron el premio a la Pelea de la Noche.

#### Campeonato de Peso Ligero
Edgar se enfrentó a B.J. Penn el 10 de abril de 2010 en UFC 112. Edgar derrotó a Penn por decisión unánime, ganando así el campeonato de peso ligero.
La revancha con Penn tuvo lugar el 28 de agosto de 2010 en UFC 118. Edgar derrotó a Penn por decisión unánime.
El 1 de enero de 2011, Edgar se enfrentó a Gray Maynard en UFC 125. Edgar y Maynard empataron en un empate dividido. Tras el evento, ambos peleadores ganaron el premio a la Pelea de la Noche, siendo finalmente la Pelea del Año 2011.
La revancha con Maynard tuvo lugar el 8 de octubre de 2011 en UFC 136. Edgar ganó la pelea por nocaut técnico en la cuarta ronda, ganando así el premio al KO de la Noche.
Edgar se enfrentó a Benson Henderson el 26 de febrero de 2012 en UFC 144. Edgar perdió la pelea por decisión unánime, y de esta manera el campeonato de peso ligero. Tras el evento, ambos peleadores ganaron el premio a la Pelea de la Noche.
La revancha con Henderson tuvo lugar el 11 de agosto de 2012 en UFC 150. Henderson derrotó a Edgar, esta vez por decisión dividida.

#### Baja al peso pluma
El 21 de agosto de 2012 en la edición del UFC Tonight, se reveló que Frankie Edgar había anunciado su intención de pasar a la división de peso pluma.
Edgar fue brevemente vinculado a una pelea en diciembre de 2012 con Ricardo Lamas, sin embargo la pelea fue desechada después de que Edgar entrara como reemplazo por lesión de Erik Koch y enfrentarse al campeón de peso pluma José Aldo el 13 de octubre de 2012 en UFC 153. Sin embargo, el 11 de septiembre, Aldo también se vio obligado a retirarse de la pelea con una lesión en el pie.
La pelea con Aldo fue reprogramada para UFC 156, donde Edgar perdió por decisión unánime. Ambos peleadores ganaron el premio a la Pelea de la Noche por su actuación.
Edgar se enfrentó a Charles Oliveira el 6 de julio de 2013 UFC 162 en su primer combate sin título en juego desde 2010. Edgar ganó la pelea por decisión unánime. Tras el evento, ambos peleadores ganaron el premio a la Pelea de la Noche.
El 11 de septiembre de 2013, el UFC anunció durante UFC Tonight, que Edgar sería el entrenador rival de B.J. Penn para la temporada 19 de The Ultimate Fighter. La temporada se emitió en Fox Sports 1, y los dos entrenadores se enfrentaron por tercera vez el 6 de julio de 2014 en The Ultimate Fighter 19 Finale. Edgar ganó la tercera pelea de la trilogía por nocaut técnico en la tercera ronda.
El 22 de noviembre de 2014, Edgar se enfrentó a Cub Swanson en UFC Fight Night 57. Edgar ganó la pelea por sumisión a tan solo 4 cuatro segundos del final de combate.
Edgar se enfrentó a Urijah Faber el 16 de mayo de 2015 en UFC Fight Night 66. Edgar ganó la pelea por decisión unánime.
Edgar se enfrentó a Chad Mendes el 11 de diciembre de 2015 en The Ultimate Fighter 22 Finale. Edgar ganó la pelea por nocaut en la primera ronda, ganando así el premio a la Actuación de la Noche.
Edgar se enfrentó a José Aldo en una revancha el 9 de julio de 2016 en UFC 200 por el Campeonato de Peso Pluma Interino. Edgar perdió la pelea por decisión unánime.
Edgar enfrentó a Jeremy Stephens el 12 de noviembre de 2016 en UFC 205. Edgar ganó la pelea por decisión unánime.
Edgar se enfrentó a Yair Rodríguez el 13 de mayo de 2017, en el UFC 211. Después de dos primeras rondas dominantes, Edgar ganó la pelea por TKO debido a la detención del médico entre la segunda y tercera ronda debido a la hinchazón en el ojo izquierdo de Rodríguez. Edgar dedicó esta pelea a su compañero de equipo Nick Catone y a su esposa Marjorie que perdieron a su bebé la misma semana.
Edgar tenía previsto enfrentar a Max Holloway el 2 de diciembre de 2017 en UFC 218; sin embargo, el 8 de noviembre de 2017, se retiró de la pelea, citando una lesión. El combate con Holloway fue reprogramado y se esperaba que tenga lugar el 3 de marzo de 2018, en el UFC 222. A su vez, Holloway se retiró de esta pelea el 3 de febrero, debido a una lesión en la pierna y el enfrentamiento fue cancelado. Edgar finalmente se enfrentó a Brian Ortega en el evento. Perdió la pelea por nocaut en la primera ronda, siendo esta la primera derrota por KO en su carrera.
Edgar se enfrentó a Cub Swanson en una revancha el 21 de abril de 2018, en UFC Fight Night 128. Ganó la pelea por decisión unánime.
Edgar tenía previsto enfrentarse a Chan Sung Jung el 10 de noviembre de 2018, en el evento principal de UFC Fight Night 139. Sin embargo, el 26 de octubre de 2018 se informó que Edgar fue sacado de la pelea debido a un desgarre en el bíceps y fue reemplazado por Yair Rodríguez.

## Vida personal
Edgar y su esposa, Renee, con la que se casó diez días después de UFC Fight Night 13, tienen dos hijos, Francesco, nacido en enero de 2009, y Santino James que nació en mayo de 2010.
Edgar vive en Toms River, Nueva Jersey.
Edgar era un destacado peleador en True Life: Soy un artista marcial mixto previo a su primera pelea con Maynard.
Edgar aparece en los tres videojuegos de la serie "UFC Undisputed" (2009, 2010 y UFC Undisputed 3), y en el último título de EA Sports UFC.

## Campeonatos y logros
- Ultimate Fighting Championship
  - Campeón de Peso Ligero de UFC (Una vez)
  - Pelea de la Noche (Siete veces)
  - Actuación de la Noche (Dos veces)
  - KO de la Noche (Una vez)

- Sherdog
  - Pelea del Año (2011) vs. Gray Maynard el 1 de enero

- World MMA Awards
  - Pelea del Año (2011) vs. Gray Maynard el 1 de enero

- Reality Fighting
  - Campeón de Peso Ligero (Una vez)

## Récord en artes marciales mixtas
| Resultado | Récord  | Oponente               | Método                      | Evento                                       | Fecha                   | Ronda | Tiempo | Localización                     | Notas                                                                                  |
| --------- | ------- | ---------------------- | --------------------------- | -------------------------------------------- | ----------------------- | ----- | ------ | -------------------------------- | -------------------------------------------------------------------------------------- |
| Derrota   | 24–11–1 | Chris Gutiérrez        | KO (rodillazo)              | UFC 281                                      | 12 de noviembre de 2022 | 1     | 2:01   | Ciudad de Nueva York, Nueva York |                                                                                        |
| Derrota   | 24–10-1 | Marlon Vera            | KO (patada frontal)         | UFC 268                                      | 6 de noviembre de 2021  | 3     | 3:50   | Las Vegas, Nevada                |                                                                                        |
| Derrota   | 24–9–1  | Cory Sandhagen         | KO (rodillazo volador)      | UFC Fight Night: Overeem vs. Volkov          | 6 de febrero de 2021    | 1     | 0:28   | Las Vegas, Nevada                |                                                                                        |
| Victoria  | 24–8–1  | Pedro Munhoz           | Decisión (dividida)         | UFC on ESPN: Munhoz vs. Edgar                | 22 de agosto de 2020    | 5     | 5:00   | Las Vegas, Nevada                | Debut en peso gallo; Pelea de la Noche.                                                |
| Derrota   | 23–8–1  | Chan Sung Jung         | TKO (golpes)                | UFC Fight Night: Edgar vs. The Korean Zombie | 21 de diciembre de 2019 | 1     | 3:18   | Busan                            |                                                                                        |
| Derrota   | 23–7–1  | Max Holloway           | Decisión (unánime)          | UFC 240                                      | 27 de julio de 2019     | 5     | 5:00   | Edmonton, Alberta                | Por el Campeonato de Peso Pluma de UFC.                                                |
| Victoria  | 23–6–1  | Cub Swanson            | Decisión (unánime)          | UFC Fight Night: Barboza vs. Lee             | 21 de abril de 2018     | 3     | 5:00   | Atlantic City, Nueva Jersey      |                                                                                        |
| Derrota   | 22–6–1  | Brian Ortega           | KO (golpe)                  | UFC 222                                      | 3 de marzo de 2018      | 1     | 4:44   | Las Vegas, Nevada                |                                                                                        |
| Victoria  | 22–5–1  | Yair Rodríguez         | TKO (parada médica)         | UFC 211                                      | 13 de mayo de 2017      | 2     | 5:00   | Dallas, Texas                    |                                                                                        |
| Victoria  | 21–5–1  | Jeremy Stephens        | Decisión (unánime)          | UFC 205                                      | 12 de noviembre de 2016 | 3     | 5:00   | New York City, New York          |                                                                                        |
| Derrota   | 20–5–1  | José Aldo              | Decisión (unánime)          | UFC 200                                      | 9 de julio de 2016      | 5     | 5:00   | Las Vegas, Nevada                | Por el campeonato interino de peso pluma de UFC.                                       |
| Victoria  | 20–4–1  | Chad Mendes            | KO (golpe)                  | The Ultimate Fighter 22 Finale               | 11 de diciembre de 2015 | 1     | 2:28   | Las Vegas, Nevada                | Actuación de la Noche.                                                                 |
| Victoria  | 19–4–1  | Urijah Faber           | Decisión (unánime)          | UFC Fight Night: Edgar vs. Faber             | 16 de mayo de 2015      | 5     | 5:00   | Pásay                            |                                                                                        |
| Victoria  | 18–4–1  | Cub Swanson            | Sumisión (rear-naked choke) | UFC Fight Night: Edgar vs. Swanson           | 22 de noviembre de 2014 | 5     | 4:56   | Austin, Texas                    | Actuación de la Noche.                                                                 |
| Victoria  | 17–4–1  | B.J. Penn              | TKO (golpes)                | The Ultimate Fighter 19 Finale               | 6 de julio de 2014      | 3     | 4:16   | Las Vegas, Nevada                |                                                                                        |
| Victoria  | 16–4–1  | Charles Oliveira       | Decisión (unánime)          | UFC 162                                      | 6 de julio de 2013      | 3     | 5:00   | Las Vegas, Nevada                | Pelea de la Noche.                                                                     |
| Derrota   | 15–4–1  | José Aldo              | Decisión (unánime)          | UFC 156                                      | 2 de febrero de 2013    | 5     | 5:00   | Las Vegas, Nevada                | Debut en peso pluma; Por el Campeonato de Peso Pluma de UFC; Pelea de la Noche.        |
| Derrota   | 15–3–1  | Benson Henderson       | Decisión (dividida)         | UFC 150                                      | 11 de agosto de 2012    | 5     | 5:00   | Denver, Colorado                 | Por el Campeonato de Peso Ligero de UFC.                                               |
| Derrota   | 15–2–1  | Benson Henderson       | Decisión (unánime)          | UFC 144                                      | 26 de febrero de 2012   | 5     | 5:00   | Saitama                          | Perdió el Campeonato de Peso Ligero de UFC; Pelea de la Noche.                         |
| Victoria  | 15–1–1  | Gray Maynard           | TKO (golpes)                | UFC 136                                      | 8 de octubre de 2011    | 4     | 3:54   | Houston, Texas                   | Defendió el Campeonato de Peso Ligero de UFC; KO de la Noche.                          |
| Empate    | 14–1–1  | Gray Maynard           | Empate (dividido)           | UFC 125                                      | 1 de enero de 2011      | 5     | 5:00   | Las Vegas, Nevada                | Defendió el Campeonato de Peso Ligero de UFC; Pelea de la Noche; Pelea del Año (2011). |
| Victoria  | 14–1    | B.J. Penn              | Decisión (unánime)          | UFC 118                                      | 28 de agosto de 2010    | 5     | 5:00   | Boston, Massachusetts            | Defendió el Campeonato de Peso Ligero de UFC.                                          |
| Victoria  | 13–1    | B.J. Penn              | Decisión (unánime)          | UFC 112                                      | 10 de abril de 2010     | 5     | 5:00   | Abu Dhabi                        | Ganó el Campeonato de Peso Ligero de UFC.                                              |
| Victoria  | 12–1    | Matt Veach             | Sumisión (rear-naked choke) | The Ultimate Fighter 10 Finale               | 5 de diciembre de 2009  | 2     | 2:22   | Las Vegas, Nevada                | Pelea de la Noche.                                                                     |
| Victoria  | 11–1    | Sean Sherk             | Decisión (unánime)          | UFC 98                                       | 23 de mayo de 2009      | 3     | 5:00   | Las Vegas, Nevada                |                                                                                        |
| Victoria  | 10–1    | Hermes França          | Decisión (unánime)          | UFC Fight Night: Silva vs. Irvin             | 19 de julio de 2008     | 3     | 5:00   | Las Vegas, Nevada                | Pelea de la Noche.                                                                     |
| Derrota   | 9–1     | Gray Maynard           | Decisión (unánime)          | UFC Fight Night: Florian vs. Lauzon          | 2 de abril de 2008      | 3     | 5:00   | Broomfield, Colorado             |                                                                                        |
| Victoria  | 9–0     | Spencer Fisher         | Decisión (unánime)          | UFC 78                                       | 17 de noviembre de 2007 | 3     | 5:00   | Newark, Nueva Jersey             |                                                                                        |
| Victoria  | 8–0     | Mark Bocek             | TKO (golpes)                | UFC 73                                       | 7 de julio de 2007      | 1     | 4:55   | Sacramento, California           |                                                                                        |
| Victoria  | 7–0     | Tyson Griffin          | Decisión (unánime)          | UFC 67                                       | 3 de febrero de 2007    | 3     | 5:00   | Las Vegas, Nevada                | UFC debut; Pelea de la Noche.                                                          |
| Victoria  | 6–0     | Jim Miller             | Decisión (unánime)          | Reality Fighting 14                          | 18 de noviembre de 2006 | 3     | 5:00   | Atlantic City, Nueva Jersey      | Ganó el Campeonato de Peso Ligero de Reality Fighting.                                 |
| Victoria  | 5–0     | Deividas Taurosevičius | Decisión (unánime)          | Reality Fighting 13                          | 5 de agosto de 2006     | 3     | 5:00   | Wildwood, Nueva Jersey           |                                                                                        |
| Victoria  | 4–0     | Steve Macabe           | Sumisión (guillotine choke) | Ring of Combat 10                            | 14 de abril de 2006     | 1     | 2:37   | Atlantic City, Nueva Jersey      |                                                                                        |
| Victoria  | 3–0     | Jay Isip               | Sumisión (rear-naked choke) | SportFighting 2                              | 10 de diciembre de 2005 | 1     | 3:26   | Hoboken, Nueva Jersey            |                                                                                        |
| Victoria  | 2–0     | Mark Getto             | TKO (golpes)                | Ring of Combat 9                             | 29 de octubre de 2005   | 1     | 4:21   | Asbury Park, Nueva Jersey        |                                                                                        |
| Victoria  | 1–0     | Eric Uresk             | TKO (golpes)                | Underground Combat League                    | 10 de julio de 2005     | 1     | 3:38   | The Bronx, Nueva York            |                                                                                        |